# Ведра
Ведра (гал. Vedra, ісп. Vedra) — муніципалітет в Іспанії, у складі автономної спільноти Галісія, у провінції Ла-Корунья. Населення — 5059 осіб (2009).
Муніципалітет розташований на відстані близько 476 км на північний захід від Мадрида, 65 км на південь від Ла-Коруньї.
Муніципалітет складається з таких паррокій: Ільйобре, Мерін, Пуенте-Улья, Сан-Фелікс-де-Салес, Сан-Мамед-де-Рібадулья, Сан-Мігель-де-Сарандон, Сан-Педро-де-Сарандон, Сан-Педро-де-Віланова, Сан-Хуліан-де-Салес, Санта-Крус-де-Рібадулья, Тробе, Ведра.

## Демографія
Динаміка населення (INE ):

## Галерея зображень

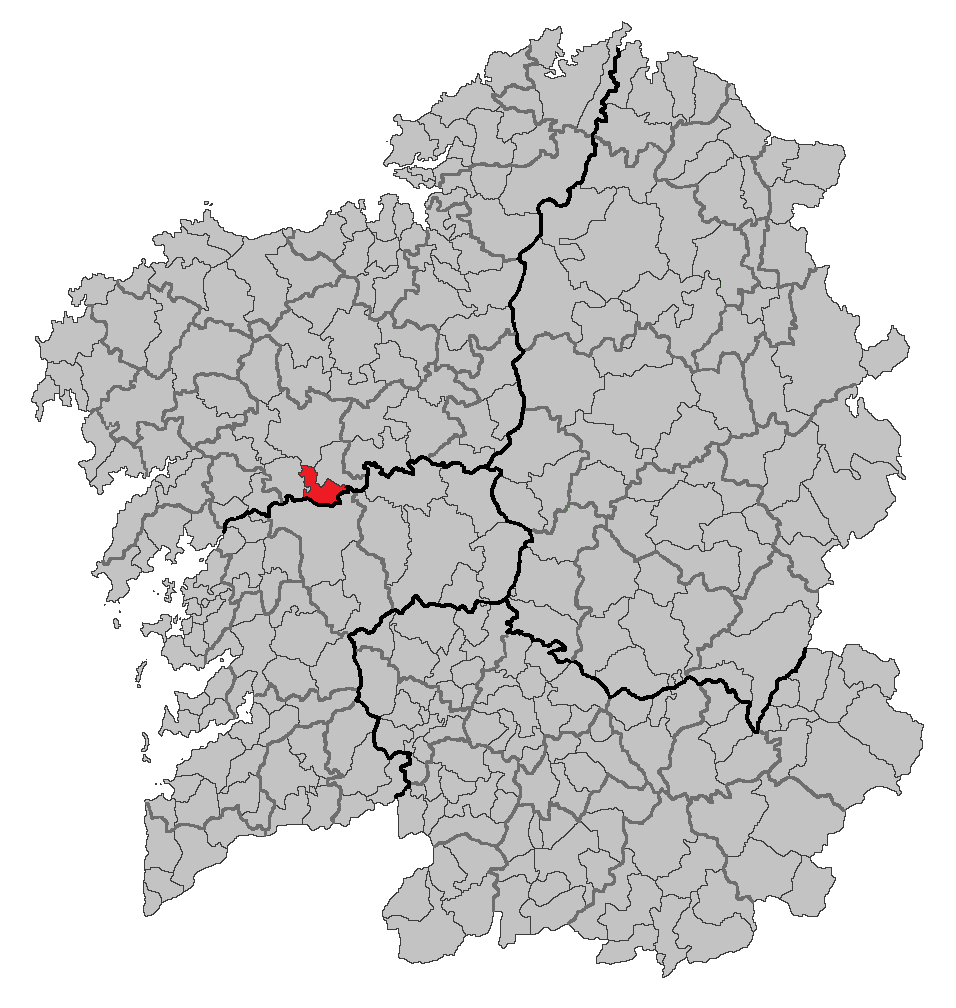
Розташування муніципалітету